# Marmaduke Duke
Pour les articles homonymes, voir Marmaduke (homonymie).
Marmaduke Duke est un groupe de rock britannique, originaire de l'Ayrshire, en Écosse. Il est formé en 2003 par JP Reid de Sucioperro et Simon Neil de Biffy Clyro. Au sein du groupe, ils adoptent respectivement les noms The Atmosphere et The Dragon. Le groupe compte à son actif deux albums studio.

## Biographie
Marmaduke Duke est formé en 2003. Ce n'est pas avant 2005 qu'ils publient leur premier album studio, The Magnificent Duke.
L'album suivant, Duke Pandemonium, est publié le 11 mai 2009. Pour Duke Pandemonium, le groupe adopte une approche au synthétiseur. L'album est à l'origine prévu pour fin 2006, et un CD sampler est distribué dans les magazines au printemps 2006. En 2008, Duke Pandemonium est annoncé au label 14th Floor Records (une empreinte de Warner Music UK) en avril 2009, précédé par deux singles ; Kid Gloves (le 2 mars 2009 ; 110e des classements britanniques) et Rubber Lover (avril 2009 ; 12e des classements britanniques). Duke Pandemonium atteint la 14e place des charts britanniques.
JP Reid annonce la trilogie The Death of the Duke prévue pour 2011,, mais qui ne sera jamais publié. En 2014, Biffy Clyro annonce la participation du groupe à l'Eurovision. Depuis, le groupe ne donne plus signe de vie.

## Discographie

### Albums studio
- 2005 : The Magnificent Duke
- 2009 : Duke Pandemonium

### Singles
- 2009 : Kid Gloves
- 2009 : Rubber Lover (uniquement en téléchargement)
- 2009 : Silhouettes (téléchargement et vinyle 7")